# Cryptanura scutellaris
Cryptanura scutellaris là một loài tò vò trong họ Ichneumonidae.